# روبرت سميتس
روبرت سميتس (بالإنجليزية: Robert Smeets)‏ مواليد 10 نوفمبر 1985 في سليدريخت، هولندا، هو لاعب كرة مضرب أسترالي سابق وكان يلعب باليد اليسرى، اعتزل اللعب في 2011. أعلى تصنيف له في الفردي كان المركز الـ 146 في سنة 2008. أعلى تصنيف له في الزوجي كان المركز الـ 109 في سنة 2006.

## روابط خارجية
- روبرت سميتس على موقع رابطة محترفي التنس (الإنجليزية)
- روبرت سميتس على موقع الاتحاد الدولي لكرة المضرب (الإنجليزية)
- روبرت سميتس على موقع اتحاد التنس الأسترالي (الإنجليزية)
- روبرت سميتس على موقع خلاصة التنس.كوم (الإنجليزية)
- روبرت سميتس على موقع إي إس بي إن.كوم (الإنجليزية)